# Nowotułka (obwód saratowski)
Nowotułka (ros. Новотулка) – wieś (sieło) w Rosji, w obwodzie saratowskim, w rejonie pitierskim. W 2021 liczyła 865 mieszkańców.